# Samern
Samern ist eine Gemeinde in Niedersachsen im Landkreis Grafschaft Bentheim.

## Geographie

### Geographische Lage
Samern liegt zwischen Nordhorn und Steinfurt an der Grenze zu Nordrhein-Westfalen. Die Gemeinde gehört der Samtgemeinde Schüttorf an, die ihren Verwaltungssitz in der Stadt Schüttorf hat. 

## Politik

### Gemeinderat
Der Gemeinderat in Samern setzt sich aus neun Mitgliedern zusammen. Die Ratsmitglieder werden durch eine Kommunalwahl für jeweils fünf Jahre gewählt. Die aktuelle Amtszeit begann am 1. November 2021 und endet am 31. Oktober 2026.
| Partei                          | 2021 | 2016 |
| ------------------------------- | ---- | ---- |
| Wählergemeinschaft Samern (WGS) | 9    | 9    |

### Bürgermeister
Ehrenamtlicher Bürgermeister ist nach der konstituierenden Sitzung des Rates der Gemeinde Samern vom 14. November 2016 Marco Beernink. Zuvor war Gerhard Schepers langjähriger Bürgermeister der Gemeinde.

## Kultur und Sehenswürdigkeiten
Das Samerrott ist ein Wald, der seit dem Mittelalter im genossenschaftlichen Gemeinbesitz von den sogenannten Malbauern selbstverwaltet wird. Im Zentrum des Samerotts stand bis ins späte 19. Jahrhundert der Legenden umwehte Rabenbaum. Darin soll sich 1535 ein Täufer aus Münster versteckt haben – und von den Malbauern vor den Häschern des katholischen Bischofs gerettet worden sein. Noch heute wird der beeindruckende Durchmesser des Rabenbaums durch einen Ring aus Eichenstücken markiert.   
Der Wachtturm Mansbrügge, im Volksmund „Piggetörnken“ genannt, war angeblich eine ehemalige gräfliche Münzstätte aus dem 14. Jahrhundert. Neueren Erkenntnissen zufolge hat dieses Gebäude nur als Zollstelle gedient.

### Vereine
In Samern gibt es mehrere Vereine, so den SV Suddendorf-Samern 1959 e. V. Die erste Fußball-Mannschaft des SV Suddendorf-Samern spielt in der Kreisliga. Der Verein hat zahlreiche Jugendmannschaften im Jungen- und Mädchenbereich. Es gibt drei Herrenmannschaften,  eine Alte-Herren- und eine Damenmannschaft. In der Gemeinde gibt es einen Schützenverein mit Schießsportgruppe. Des Weiteren gibt es einen Reitverein.

## Wirtschaft und Infrastruktur

### Verkehr
Die Autobahn 31 führt durch das Gebiet der Gemeinde Samern. 
Seit Anfang Mai 2007 fährt eine Bürgerbus-Linie der Verkehrsgemeinschaft Grafschaft Bentheim von Schüttorf über Samern, Ohne, Bilk nach Wettringen und über Haddorf, Ohne und Samern zurück nach Schüttorf.